# كريستوف باطاي
كريستوف باطاي (بالفرنسية: Christophe Bataille)‏ (و. 1971  م) هو كاتب فرنسي، ولد في فرساي.

## التعليم
تعلم في المدرسة العليا للتجارة
.

## جوائز
حصل على جوائز منها:
- Prix Joseph Kessel [الإنجليزية]‏ (2012)
- جائزة اليوم  [لغات أخرى]‏ (2012)
- جائزة دو ماغو  [لغات أخرى]‏ (1994)
- Prix du Premier Roman [الإنجليزية]‏ (1994)
- Prix littéraire de la vocation [الإنجليزية]‏